# Stalag VI-J
Le Stalag (Stammlager) VI-J est un camp de prisonniers de guerre de la Seconde Guerre mondiale. Ce camp se situait à Fichtenhein en banlieue de la ville de Krefeld, 7km plus loin.
Ce camp se situait dans la Wehrkreis VI. Désignant la 6e région militaire allemande qui contrôlait la Westphalie, le nord de la Rhénanie et une partie de la Belgique orientale durant la période de la Reichswehr, puis de la Wehrmacht.

## Histoire
Il sera actif à Fichtenhein de février 1941 jusqu'à septembre/octobre 1944 et sera ensuite déplacé à Dorsten jusqu’en février 1945.
Le STALAG VI-J a été libéré par la 9e armée des États-Unis du général William Hood Simpson le 2 mars 1945.